# Park Regionalny Molentargius – Saline
Park Regionalny Molentargius – Saline – jeden z parków regionalnych we Włoszech w pobliżu stolicy Sardynii – Cagliari. Powstał w 1999 roku.

## Historia
Została ona założona w 1999 r. w celu ochrony i wzmocnienia miejsca o znaczeniu międzynarodowym, już objętego Konwencją Ramsar od 1977 r. ze względu na jego znaczenie związane z międzylądowania, zimowania i gniazdowania gatunków ptaków ptactwa wodnego.

## Teren
Park jest terenem podmokłym rozciągającym się na powierzchni około 1600 hektarów, otoczonym zurbanizowanymi obszarami Cagliari i innych miast aglomeracji oraz nabrzeża plaży Poetto.

### Zbiorniki wodne
Wyjątkowość tego obszaru jest obecność zbiorników zarówno słodkiej i słonej wody, oddzielone równiną charakteryzuje się przeważającą suchość o nazwie „Is Arenas”. Obszary ze słodką wodą to stawy Bellarosa Minore i Perdalonga.

## Fauna

### Ptaki
Jest to jedno z najważniejszych miejsc w Europie dla niezwykłej liczby ptaków, które tu przebywają. Obecnie 177 spośród 330 gatunków ptaków Sardynii żyje w dorzeczu Molentargius – ponad jedna czwarta wszystkich europejskich gatunków ptaków, takich jak m.in. flamingi i czaple. Od roku 1850 do chwili obecnej w rejonie Molentargius odnotowano 230 gatunków ptaków należących do 53 rodzin.

## Zwiedzanie
Aby zwiedzić park, można skorzystać z wypożyczalni rowerów przy wejściu do parku, wsiąść do jednego z minibusów elektrycznych w parku, wybrać się na wycieczkę łodzią przez kanały lub podążać ścieżkami spacerowymi w okolicy.

## Galeria

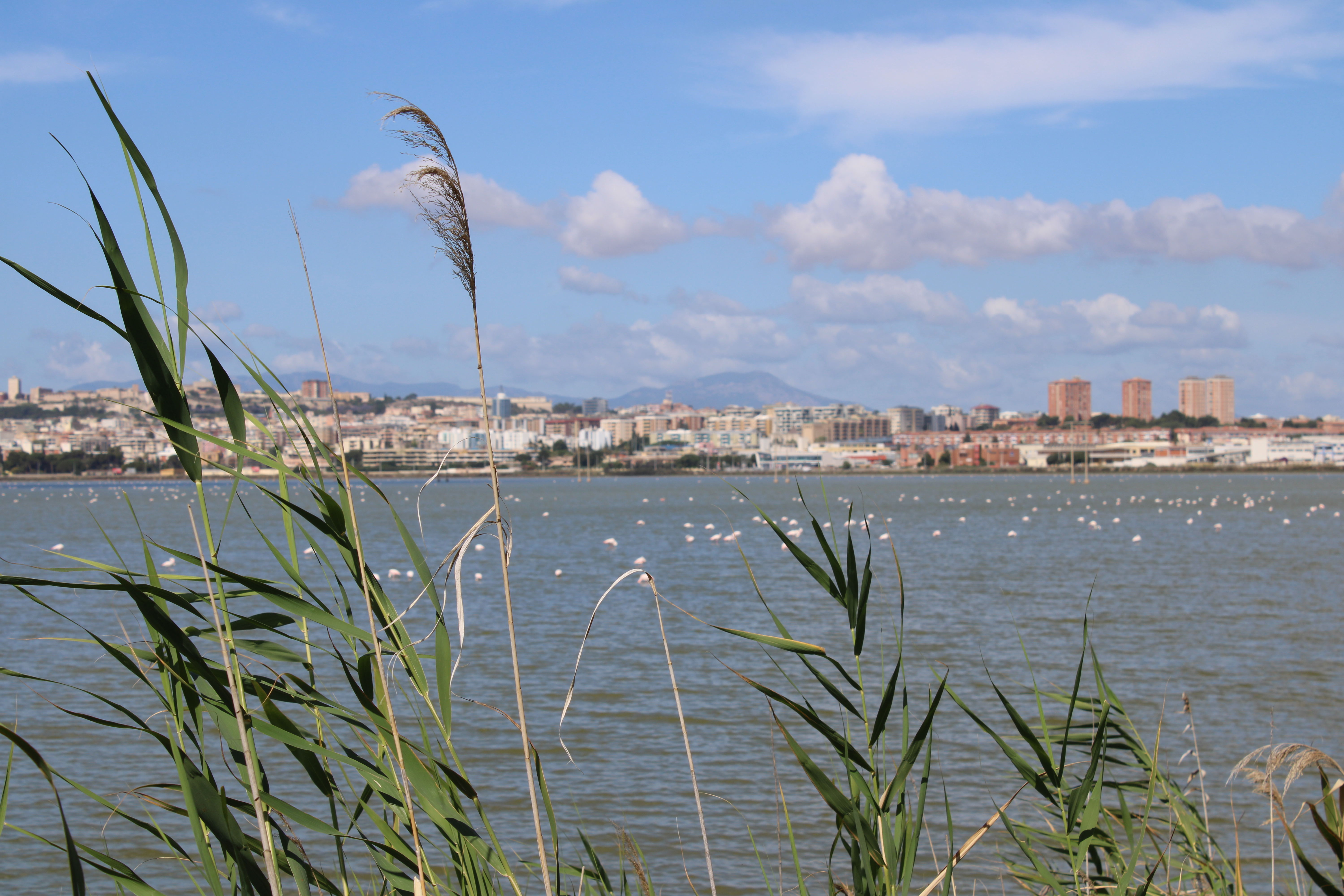
Widok na miasto Cagliari z parku
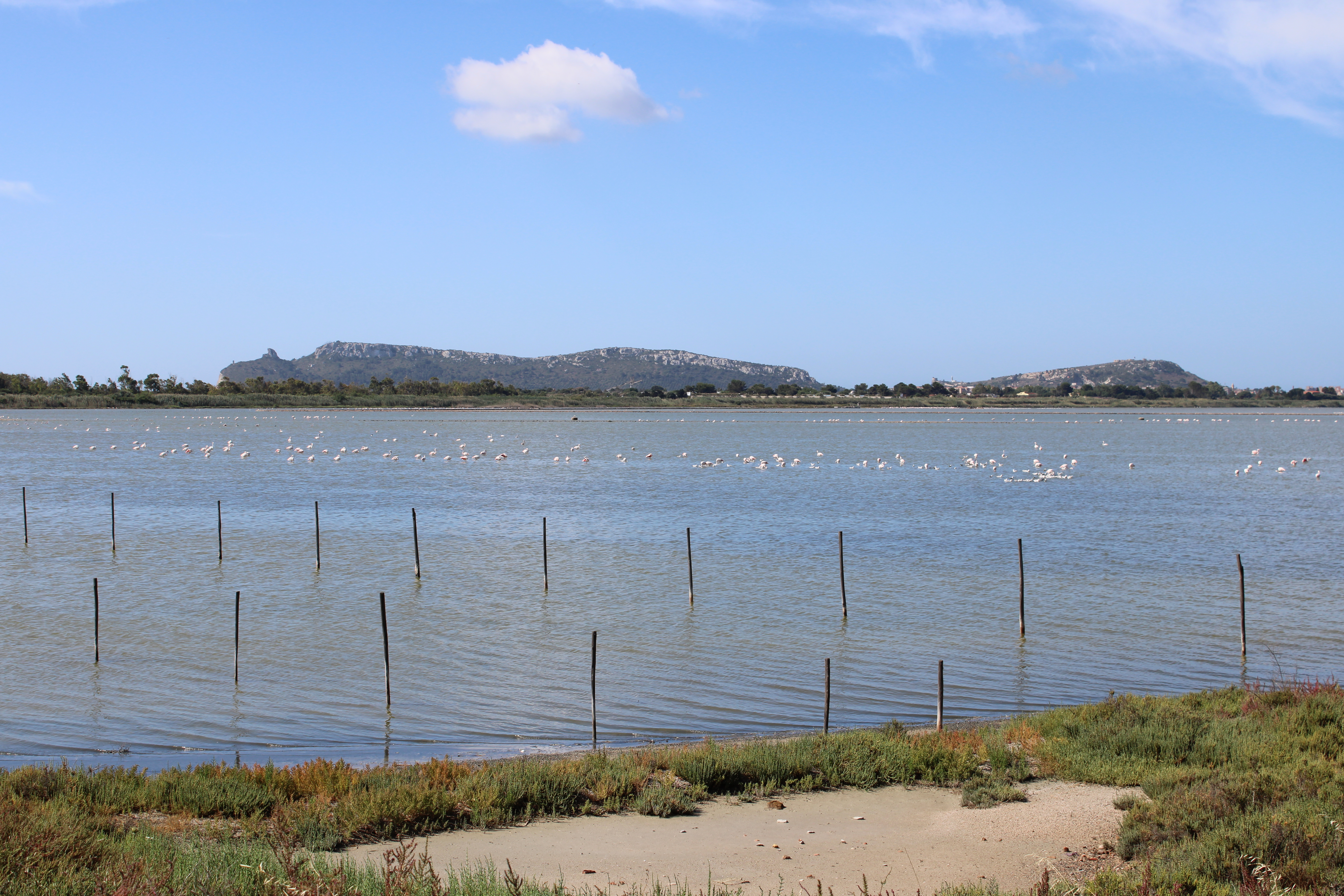
Panorama parku
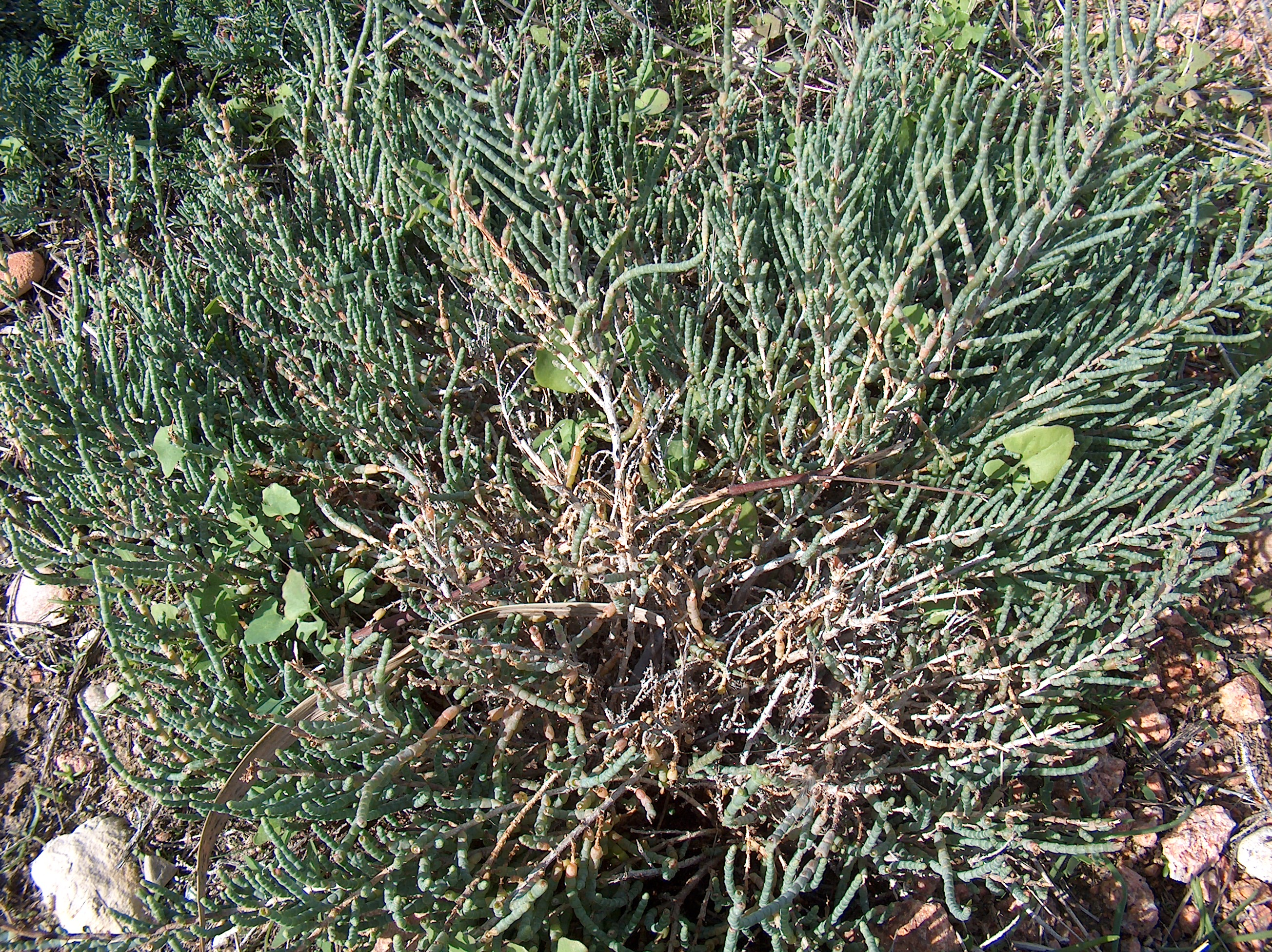
jedna z roślin Arthrocnemum z rodziny szarłatowatych rosnąca w parku